# Færgen
Færgen A/S (ook wel: DanskeFærgen), voorheen Nordic Ferry Services (NFS), is een Deense rederij met het hoofdkantoor op Dampskibskajen in Rønne op Bornholm.

## Færgen A/S
De raad van bestuur van Færgen A/S bestaat uit minimaal drie tot maximaal zes leden. De huidige leden zijn:
- Bestuursvoorzitter: John Steen-Mikkelsen
- Voorzitter: Per Gullestrup
- Vicevoorzitter: Steen E. Christensen
- Bestuurslid: Roar B. Schou
- Bestuurslid: Christian Hassel

## Geschiedenis
Op 16 april 2007 vormden Clipper Group A/S en Bornholmstrafikken A/S een joint venture met de naam Nordic Ferry Services. Beide partijen hadden een belang van 50% in het nieuwe bedrijf. Met de aanduiding Nordic maakte NFS haar streven duidelijk om uit te breiden naar de andere Scandinavische landen. De leiding van NFS was in handen van Bornholmstrafikken. De logo's, de styling en informatieverstrekking waren gelijk aan de huisstijl van Bornholmstrafikken. In november 2007 kocht rederij Clipper Invest de bedrijven Sydfynske A/S en Sund & Bælt A/S van Scandlines samen met een aandeel van 30% in Mols Linien. In 2008 werd Clipper Invest in de NFS opgenomen, en de dochterondernemingen werden hierna Alstrafikken, Fanøtrafikken, Langelandstrafikken en Samsøtrafikken genoemd.
Per 1 oktober 2010 werd de naam Nordic Ferry Services veranderd in Færgen A/S (veren), omdat het bedrijf niet langer wilde uitbreiden naar andere Scandinavische landen. Tegelijkertijd werd John Steen-Mikkelsen aangesteld als nieuwe bestuursvoorzitter. Reden voor de naamsverandering is gelegen in het verleggen van de focus van het buitenland naar het binnenland. De dochterondernemingen werden hernoemd in overeenstemming met de nieuwe bedrijfsnaam: AlsFærgen, BornholmerFærgen, FanøFærgen, LangelandsFærgen en SamsøFærgen.

## concessies
- 1 september 2012: concessie voor de veerdiensten van en naar Als, voor de periode 2012 - 2018.
- 1 september 2018: De concessie voor de veerdiensten van en naar Bornholm, voor periode 2011 - 2017 wordt hierna niet verlengt. De concessie gaat hierna over op Mols-Linien A/S.

## Verbindingen

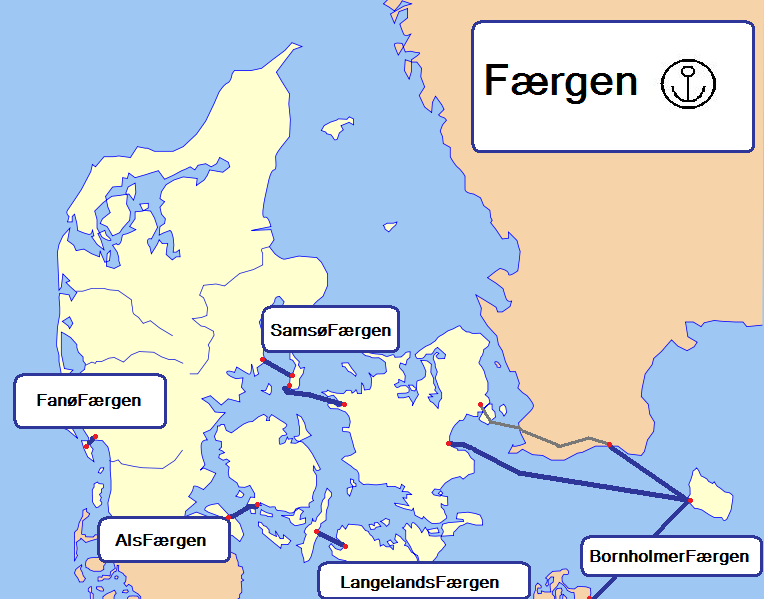
Veerdiensten van Færgen

#### AlsFærgen
- Fynshav - Bøjden
  - M/S Thor Sydfyen[1]
  - M/S Spodsbjerg[2]

#### BornholmerFærgen
- Rønne - Køge
  - M/S Hammerodde[3]
  - M/S Povl Anker[4]
- Rønne - Ystad (met verbinding naar Københavns Hovedbanegård)
  - HSC Villum Clausen[5]
  - HSC Leonora Christina[6]
  - M/S Povl Anker[4]
- Rønne - Sassnitz
  - M/S Povl Anker

#### FanøFærgen
- Esbjerg - Nordby
  - M/S Fenja[7]
  - M/S Menja[8]
  - M/S Sønderho[9]

#### LangelandsFærgen
- Spodsbjerg - Tårs
  - M/S Frigg Sydfyen[10]
  - M/S Odin Sydfyen[11]
  - M/S VESBORG[12]

#### SamsøFærgen
- Hou - Sælvig
  - M/S Kanhave[13]
- Kolby Kås - Kalundborg
  - M/S Kyholm[14]

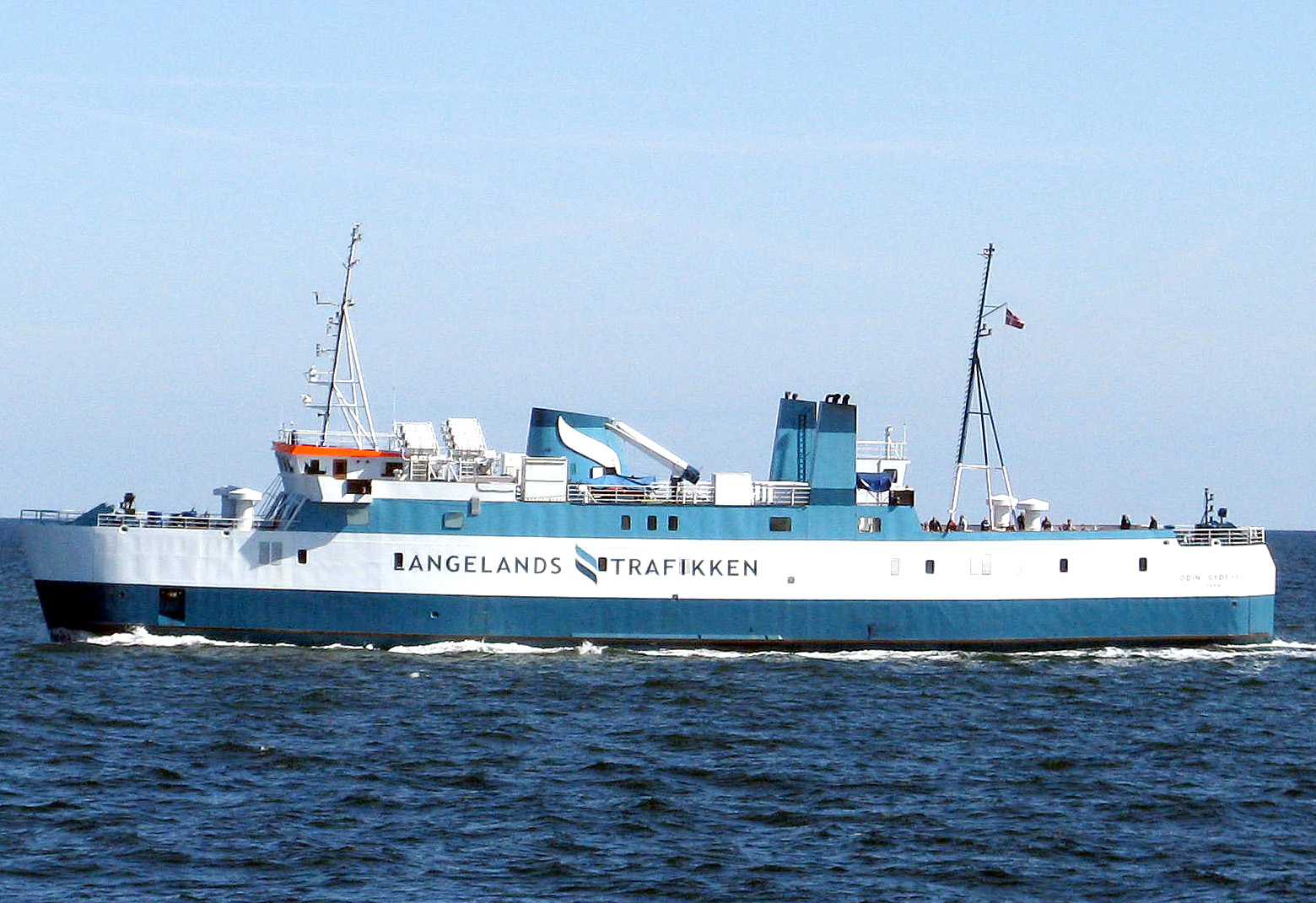
Odin Sydfyn
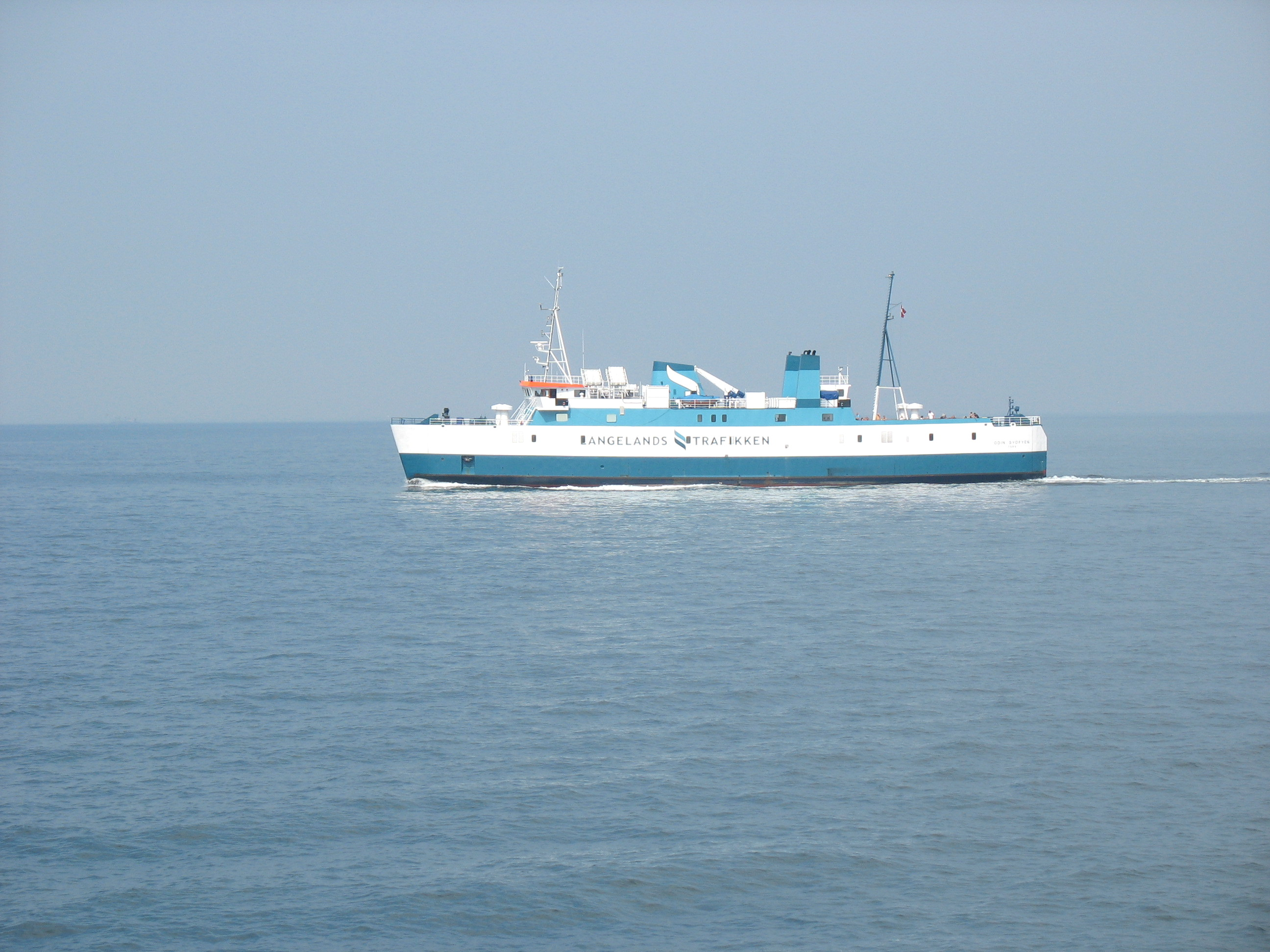
Spodsbjerg-Tårs
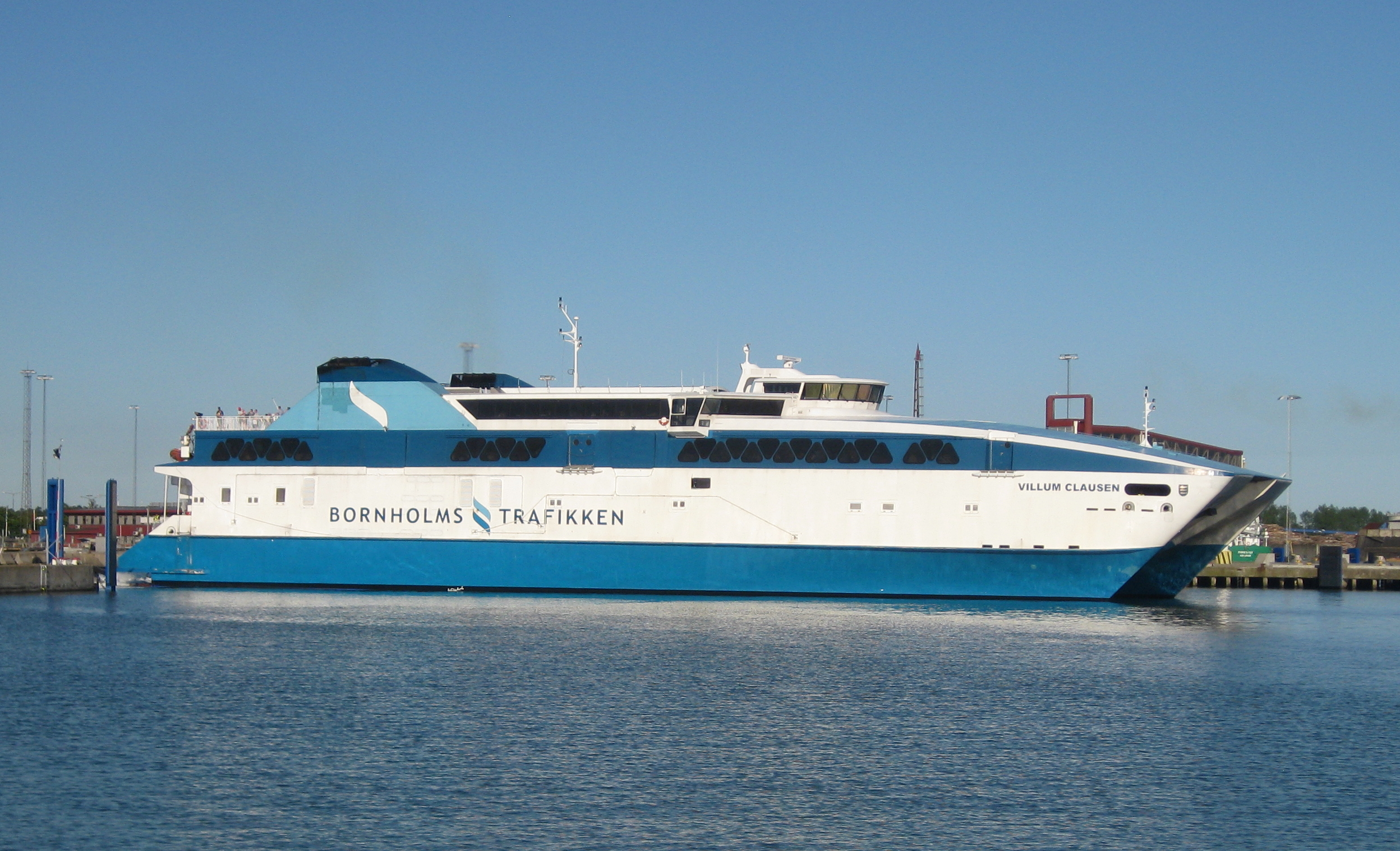
Villum Clausen
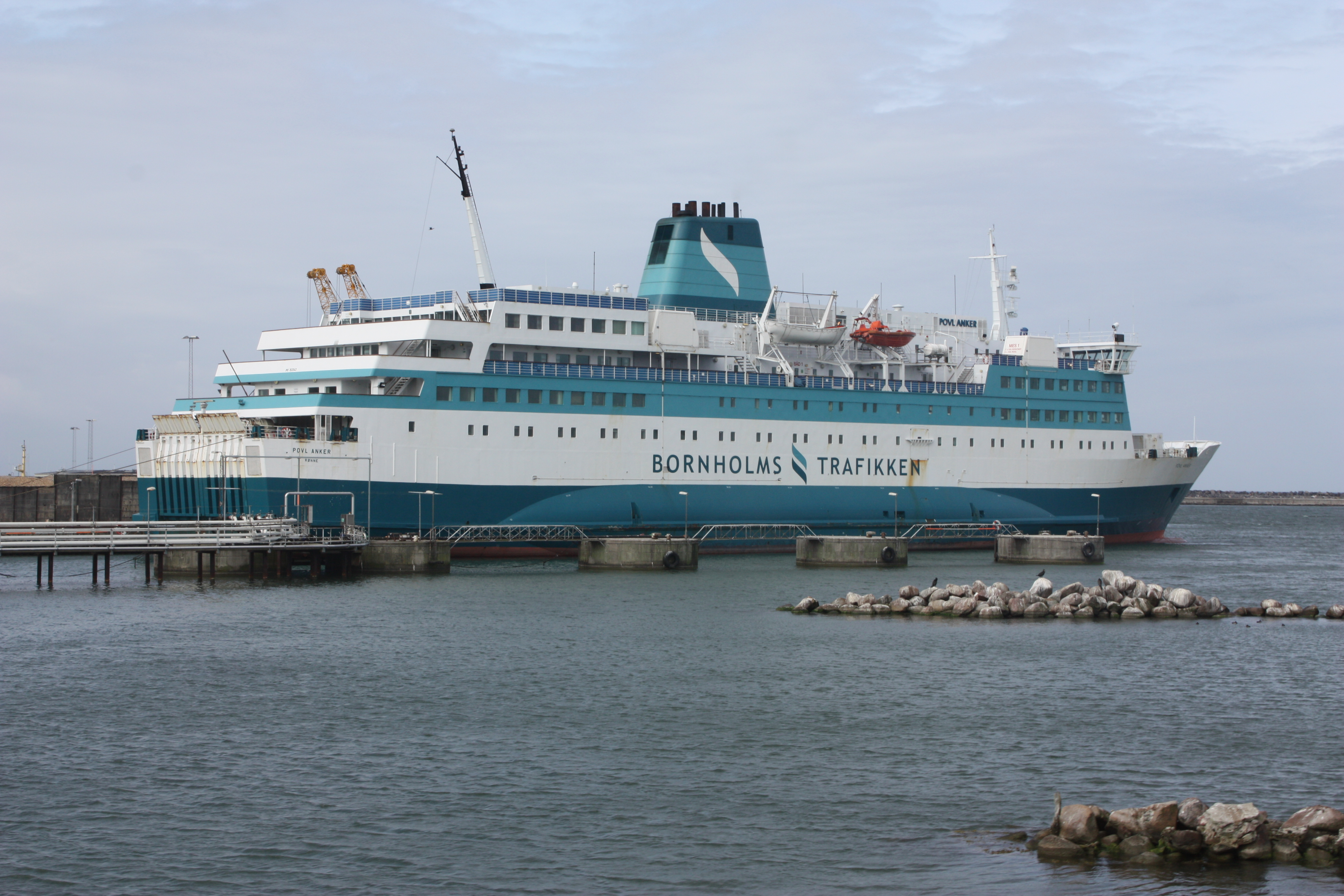
MS Povl Anker